# 문화경제학
문화경제학(Cultural economics, 文化經濟學)은 기존의 경제학의 재화를 중심으로 하는 이익 창출의 개념을 발전시켜 인간 중심의 경제학적 개념을 바탕으로 하여 순수예술, 공연, 더 나아가 산업적 개념의 콘텐츠산업의 분야에 대한 학제적 논의를 진행하는 응용경제학의 분야이다.

## 같이 보기
- 행동경제학
- 문화인류학
- 문화지리학
- 경제인류학
- 경제사회학
- 진화경제학
- 정보경제학
- 조직행동
- 지속 가능한 발전